# Ден след ден
„Ден след ден“ (на руски: День за днём) е руски съветски телевизионен сериал, считан за първия съветски сериал.
Заснет е от Централната телевизия на СССР. Включва 2 части с общо 17 епизода, излъчени от 9 декември 1971 и през 1972 година. Сценарист – Михаил Анчаров. Режисьори – Всеволод Шиловский (р. 1938) и Лидия Ишимбаева.

## Сюжет
Действието протича в Москва в началото на 1970-те години. Героите на телеповестта са обитатели на голяма комунална квартира от разни семейства, като Якушеви и Баникини. Съседите стават почти роднини и съдбите им тясно се преплитат. Предстои събаряне на остарялата сграда и разселване на съседите по различни квартири.

## Актьори
Изпълнители на главни роли:
- Вячеслав Невинный – Виктор Баникин
- Нина Сазонова – леля Паша
- Алексей Грибов – чичо Юра
- Юрий Горобец – Константин Якушев
- Нина Попова – Женя Якушева
- Людмила Антонюк – майка на Женя